# Астрономічна обсерваторія імені Тадеуша Банахевича на Любомирі
Астрономічна обсерваторія імені Тадеуша Баначевича на Любомирі – астрономічна обсерваторія, введена в експлуатацію у 2007 році на вершині гори Любомир поблизу села Венглівка гміни Вішньова у Виспівських Бескидах. Збудована на місці довоєнної обсерваторії завдяки ініціативі війта гміни Вішньова Юліана Муржина. Створена завдяки співпраці з провідними університетськими астрономічними центрами Польщі. Проект, як і проект «Реконструкція довоєнної астрономічної обсерваторії – Зоряне містечко Любомир», співфінансувався в рамках Інтегрованої регіональної операційної програми, Європейського фонду регіонального розвитку, державного бюджету та бюджету гміни. Названа на честь астронома Тадеуша Банахевича.

## Історія
Обійнявши посаду директора Краківської обсерваторії у 1919 році, професор Тадеуш Банахевич виступив із ідеєю побудови заміської спостережної станції. Пік Любомир (тоді – до 1932 року – Лизина) був обраний через невелику відстань від Кракова (33 км), гарну погоду та відсутність джерел забруднення повітря та світлового забруднення в безпосередній близькості.
Власник місцевості князь Казімєж Любомирський подарував станції 10 гектарів лісу на вершині гори та будиночок лісника. Будівництво було завершено в 1922 році, а станцію відкрили 2 червня. Її першим керівником був Ян Гадомський.
Спочатку станція була оснащена 2 рефракторами : діаметром 135 мм і діаметром 76 мм. Також тут була метеостанція. В обсерваторії не було ні електрики, ні телефону. У наступні роки був встановлений ще один телескоп, діаметром 115 мм.
На станції в Любомирі, крім Яна Ґадомського, працювали м. ін. Люціан Оркіш, Ян Мергенталер, Розалія Шафранець, Казімеж Кордилевський та Фридерик Кебке.
3 квітня 1925 року Люціаном Оркіш відкрив тут комету C/1925 G1 (Оркіш) - це була перша комета, відкрита поляком. 17 липня 1936 року Владислав Ліс став спів-відкривачем комети C/1936 O1 (Каго-Козік-Ліс).
15 вересня 1944 року обсерваторія і бібліотека були спалені німцями. Обладнання ними було вилучено. Залишилися лише фундаменти, які з часом заросли лісом.

## Обсерваторія сьогодні
22 березня 2003 року було створено Комітет з реконструкції астрономічної обсерваторії в Любомирі. Головою комітету був Юліан Мурзин, староста гміни Вішньова, а головою програмної групи – професор Єжи Крейнер, астроном, директор Інституту фізики Педагогічного університету імені Комісії народної освіти в Кракові.
15 квітня 2005 року подано заявку на співфінансування реконструкції Астрономічної обсерваторії за проектом «Реконструкція довоєнної Астрономічної обсерваторії – Зоряне містечко Любомир». 27 грудня 2005 року Управа Малопольського воєводства ухвалила рішення про співфінансування будівництва обсерваторії. Головним підрядником робіт виступила компанія Будостал-5 у Кракові.
17 липня 2006 року – у 70-ту річницю відкриття Владиславом Лісом другої комети – було закладено перший камінь нової обсерваторії. 18 квітня 2007 року прийнято рішення про присвоєння обсерваторії імені Тадеуша Баначевича. Офіційне відкриття Астрономічної обсерваторії імені Тадеуша Баначевича відбулося 6 жовтня 2007 року.
Гміна Вішньова уклала договори про співпрацю з Астрономічним центром Університету Миколи Коперника в Торуні, Астрономічною обсерваторією Ягеллонського університету в Кракові, Кафедрою астрономії Краківського педагогічного університету. Ця співпраця є основою роботи обсерваторії.

Обладнання обсерваторії
- повністю автоматизований телескоп діаметром 43,2 см в куполі діаметром 5 м;
- повністю автоматична камера Шмідта з діаметром дзеркала 35 см і фокусною відстанню 72 см в куполі діаметром 3 м;
- телескоп Шмідта-Кассегрена з діаметром дзеркала і коригуючої пластини 35,6 см і фокусною відстанню 391 см;
- телескоп Шмідта-Кассегрена з діаметром дзеркала 20 см і фокусною відстанню 203 см;
- рефрактор з діаметром лінзи 12 см і фокусною відстанню 90 см;
- рефрактор діаметром 8 см і фокусною відстанню 48 см;
- телескоп Coronado SolarMax 60 з діаметром лінзи 6 см із смугою пропускання 0,5 Å, що пропускає лише випромінювання в смузі випромінювання водню і використовується для спостережень Сонця.

Любомирська обсерваторія – єдина обсерваторія в Польщі, яка постійно відкрита для відвідування.

## Галерея

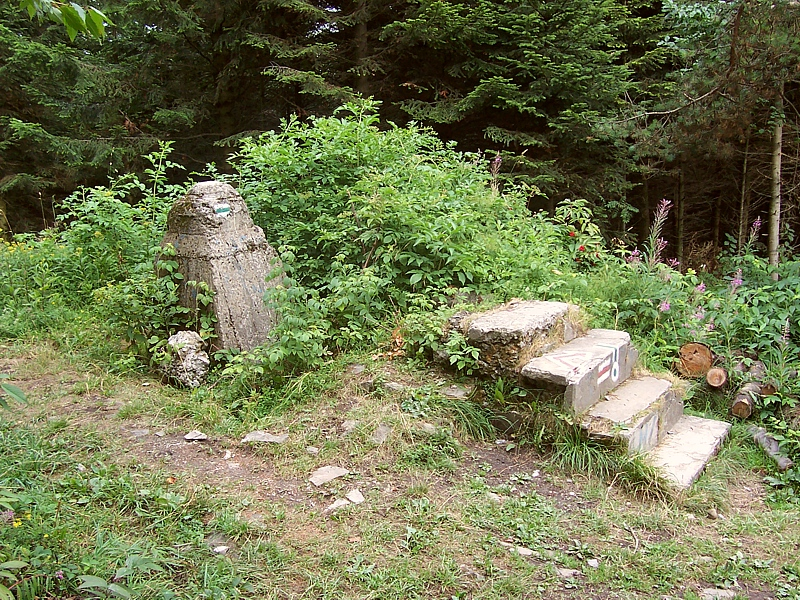
Руїни спаленої німцями довоєнної станції в Любомирі
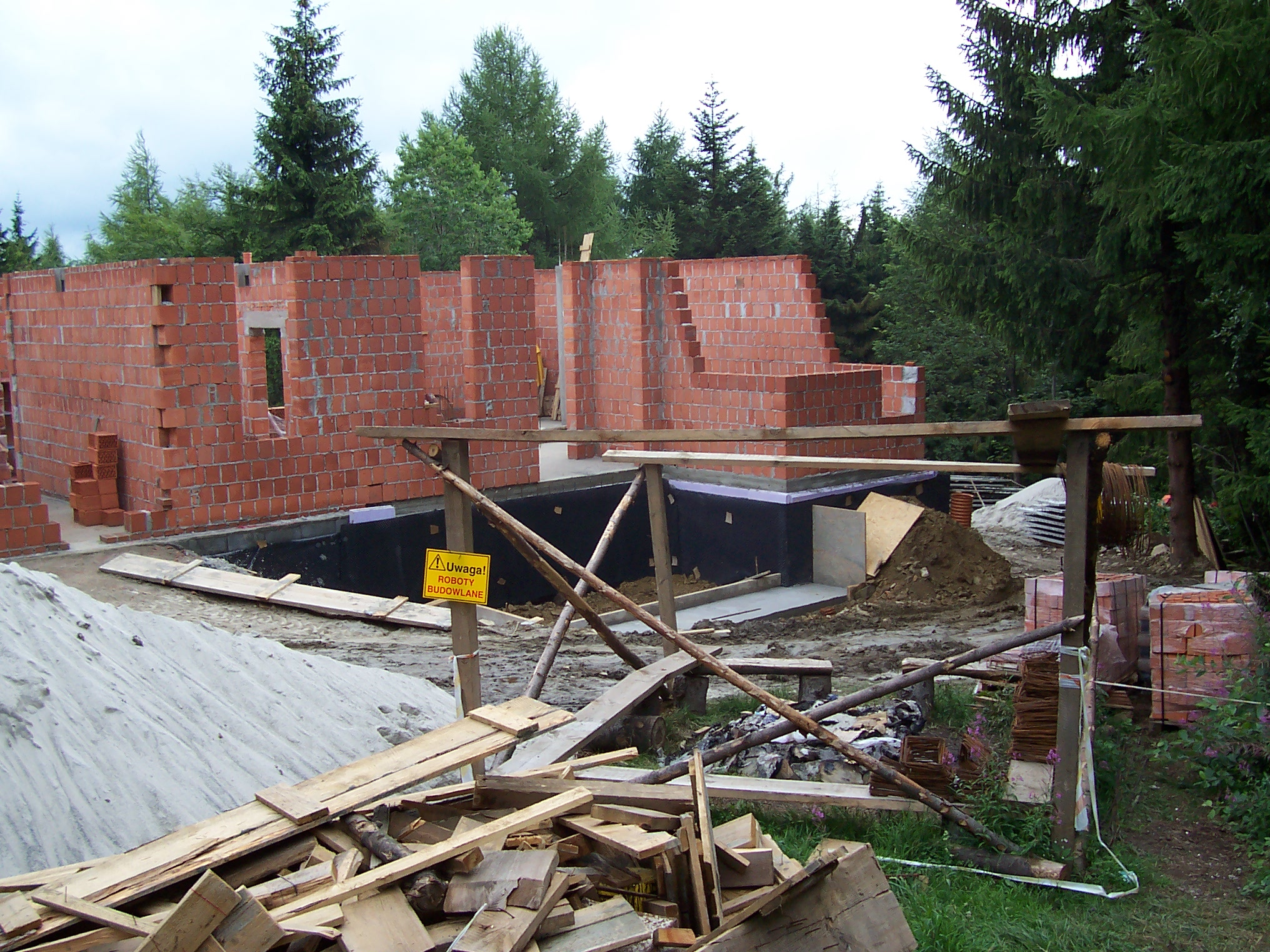
Будівництво нової обсерваторії
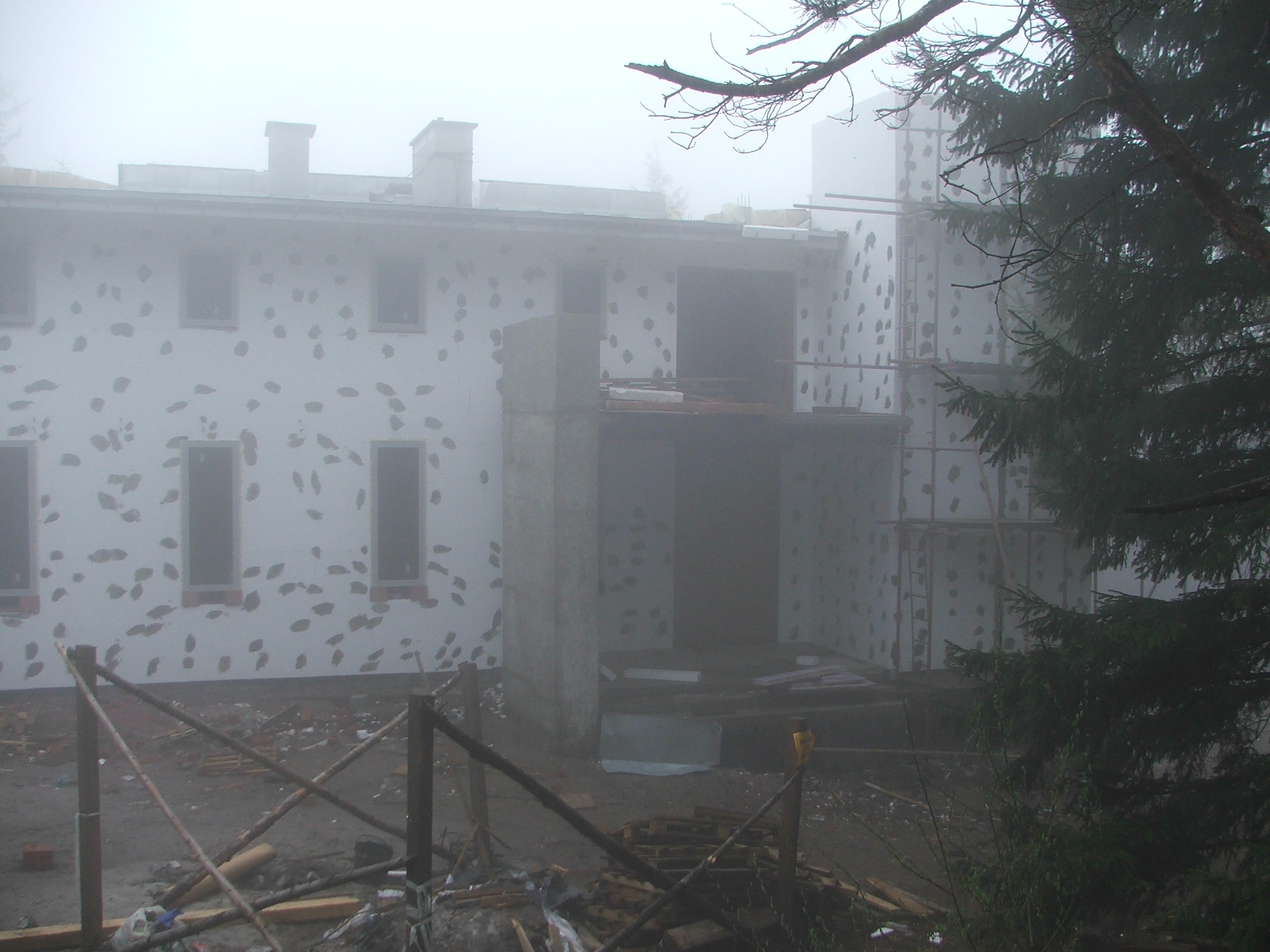
Конструкція - закритий стан
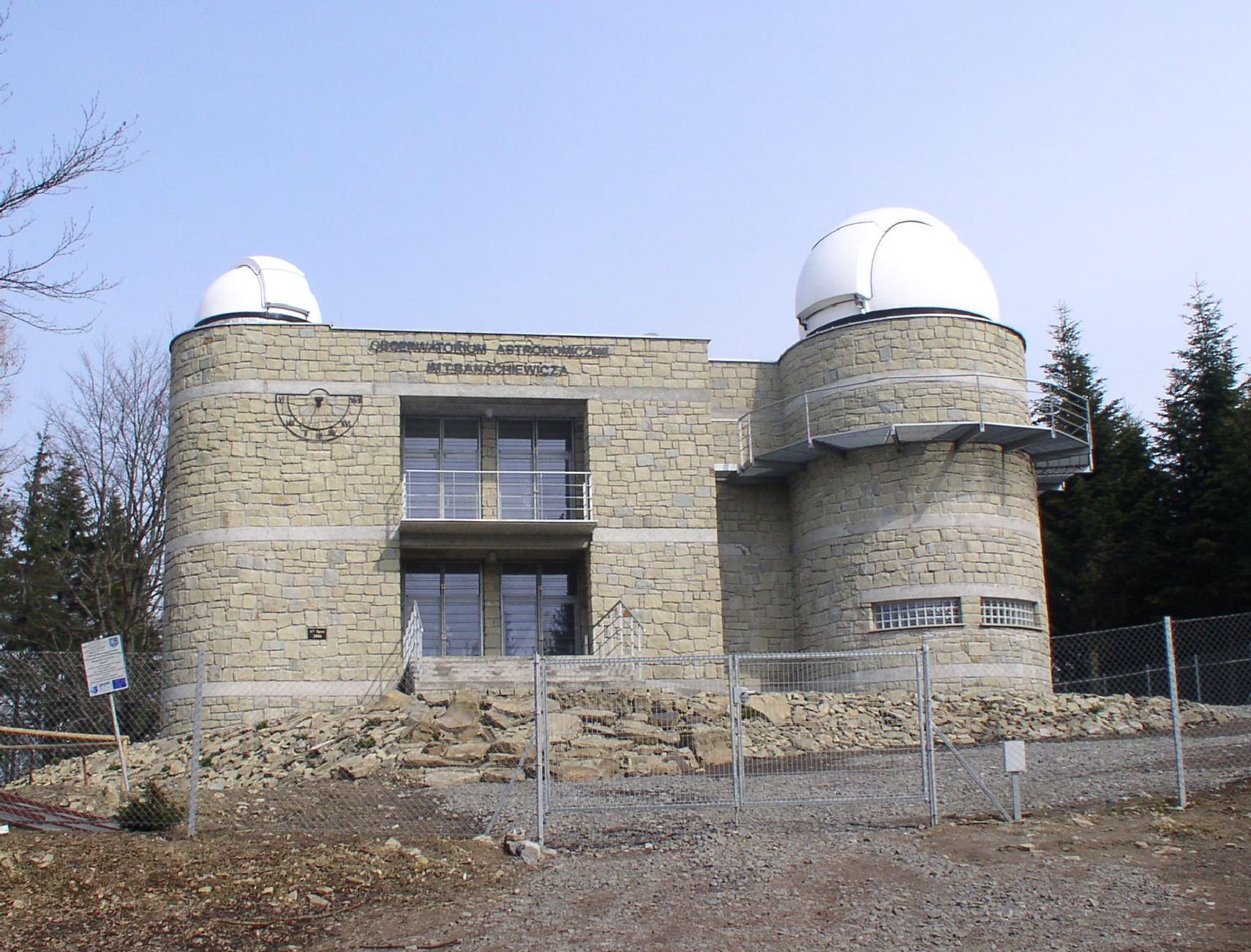
Забудова території навколо будівлі
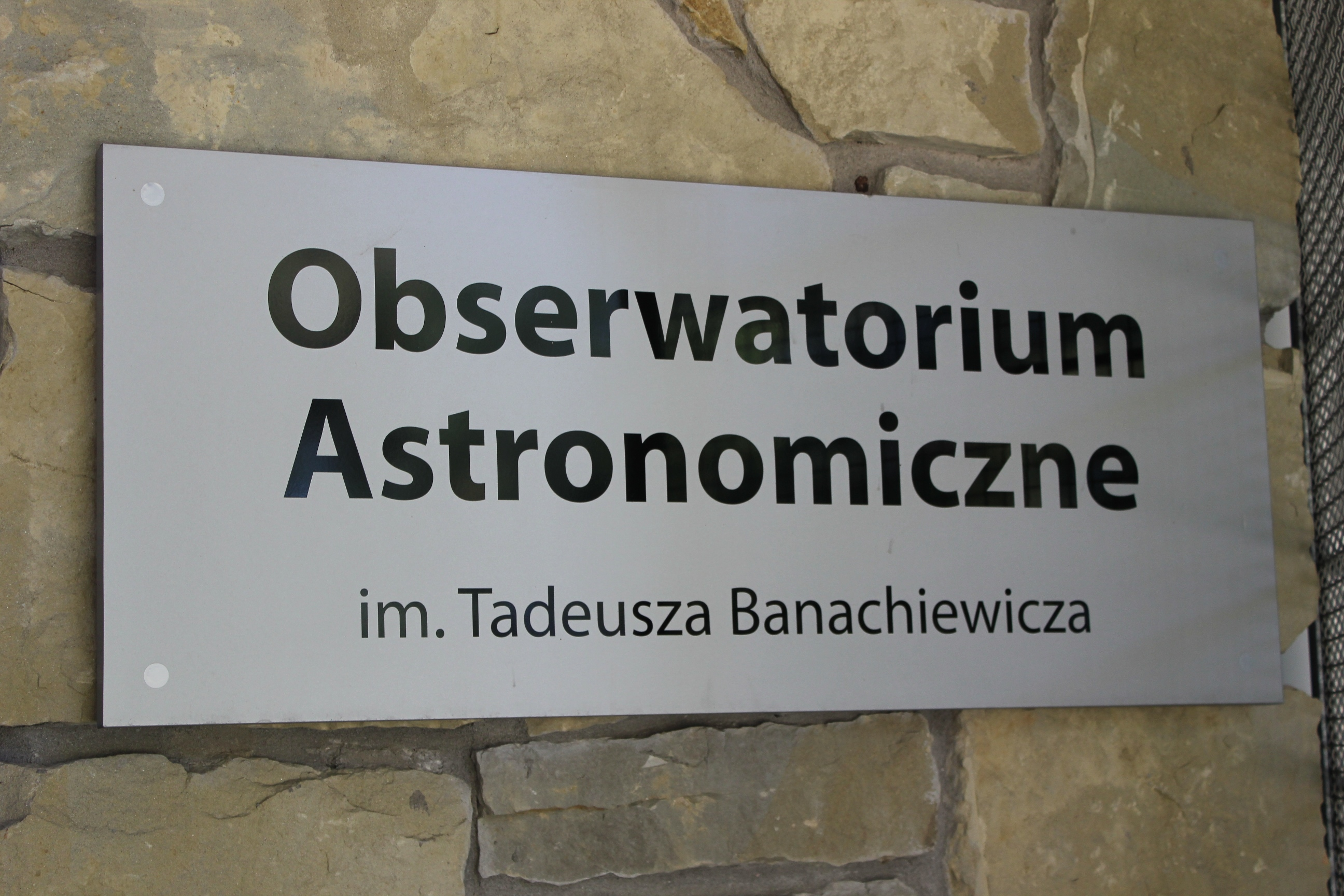
Табличка на будівлі
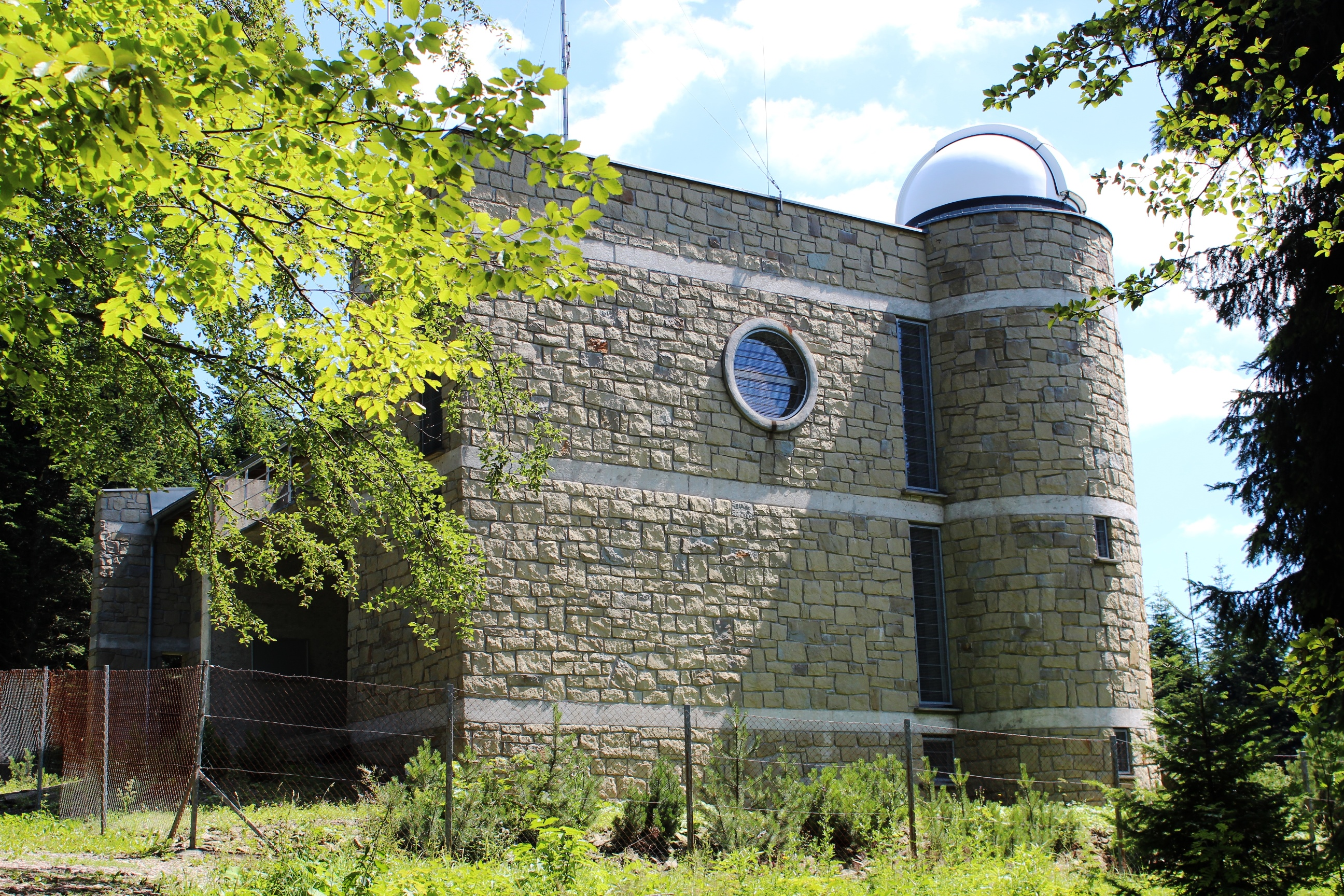
Східне підвищення
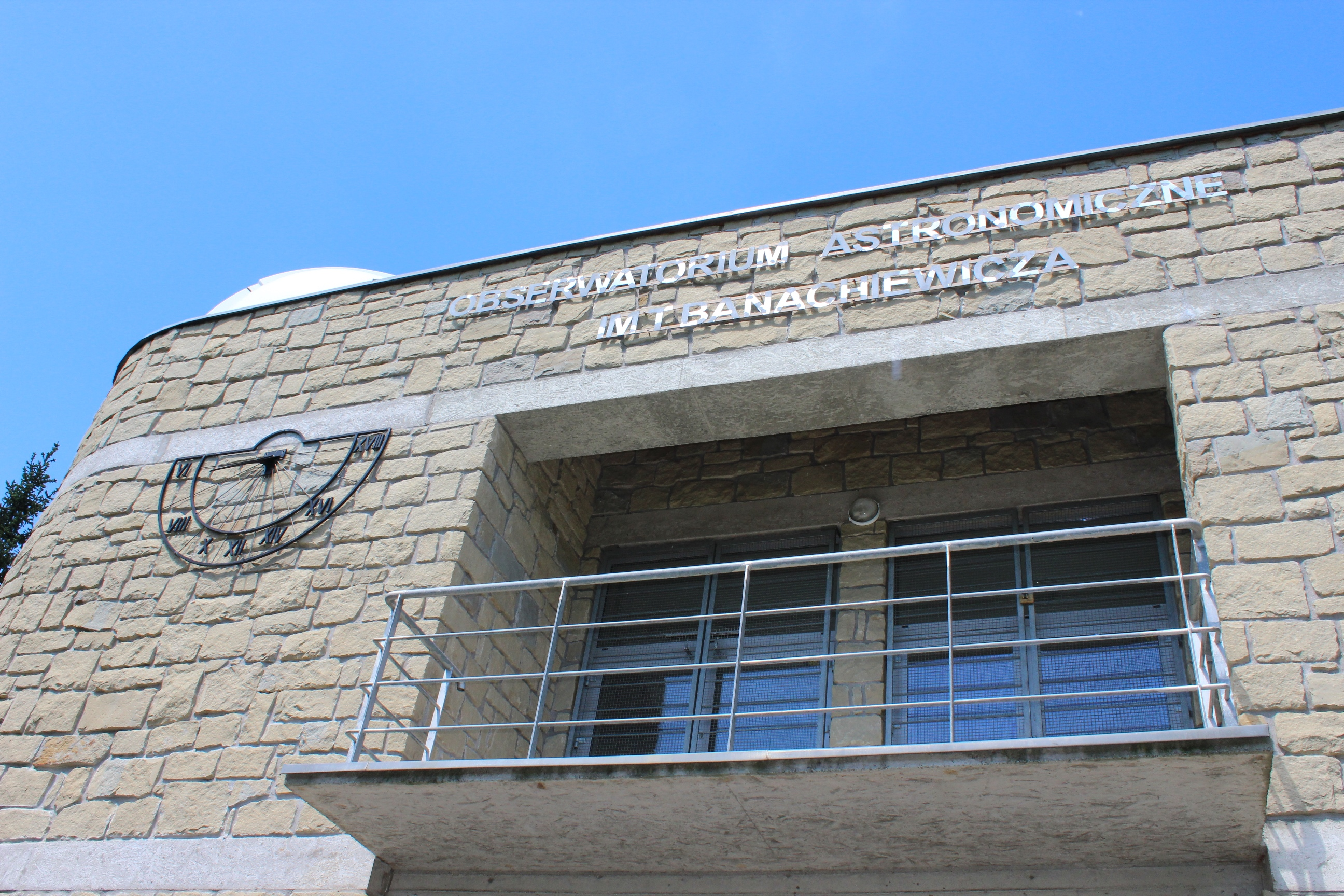
Балкон на південному фасаді
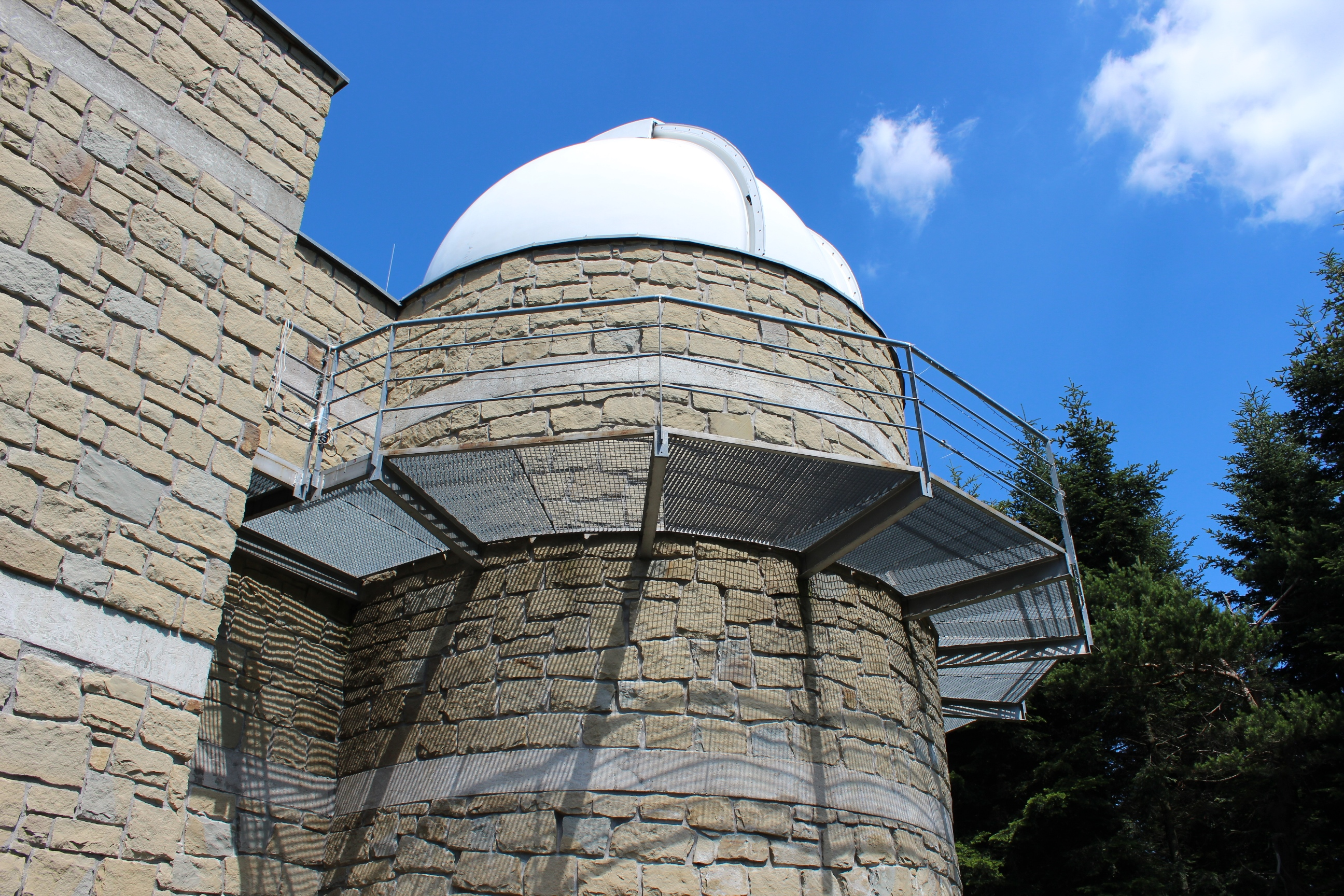
Великий оглядовий купол
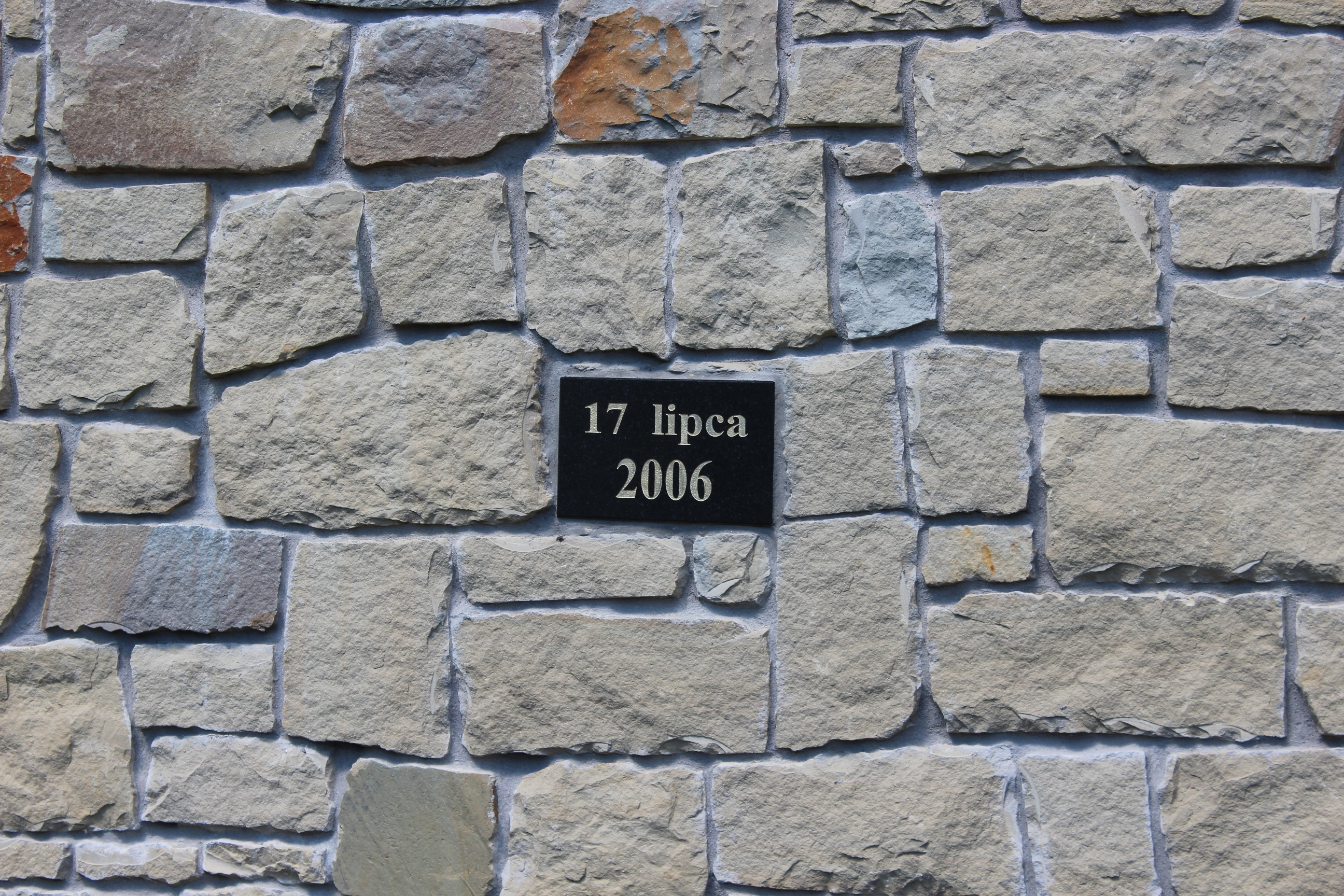
Наріжний камінь
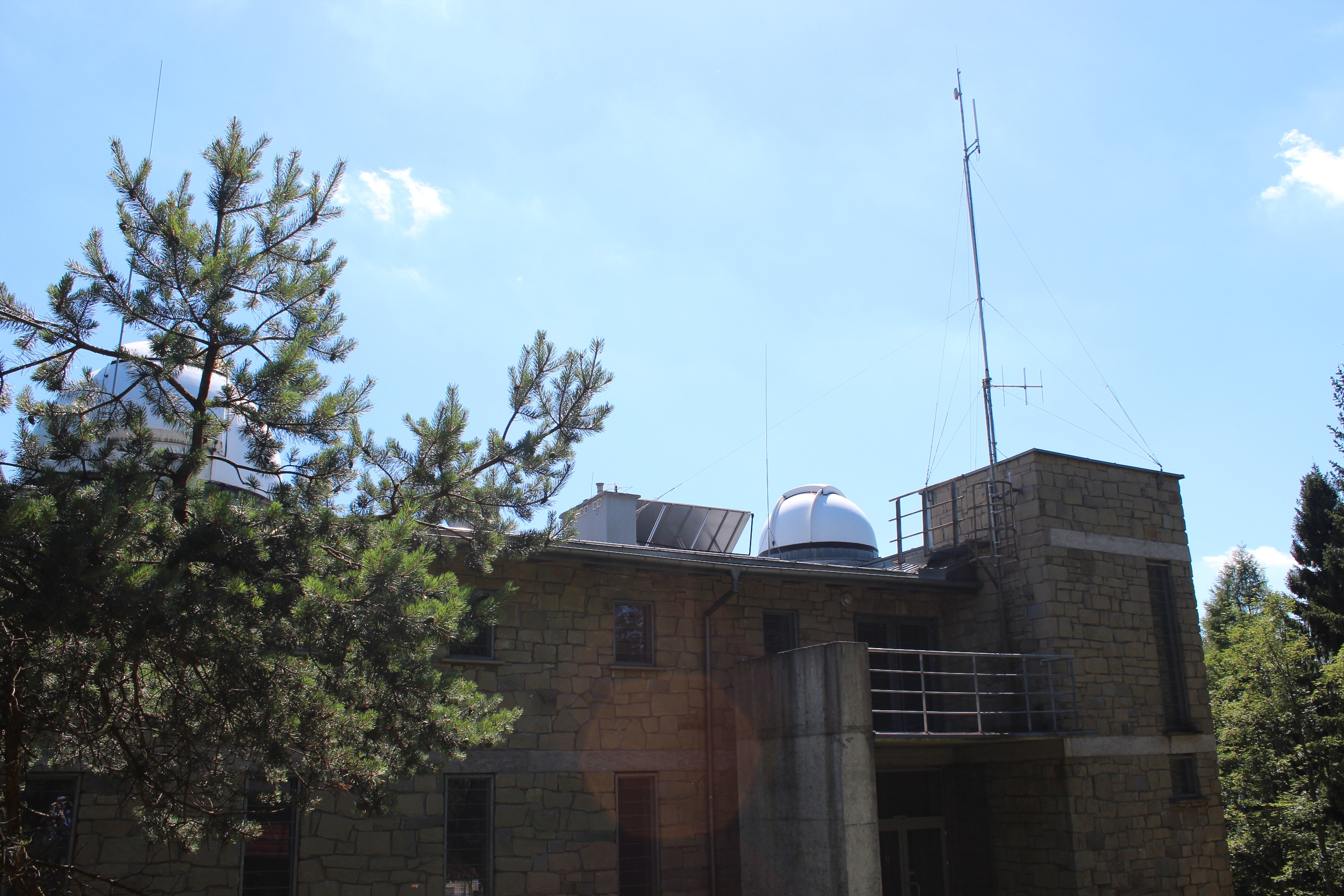
Північне підвищення
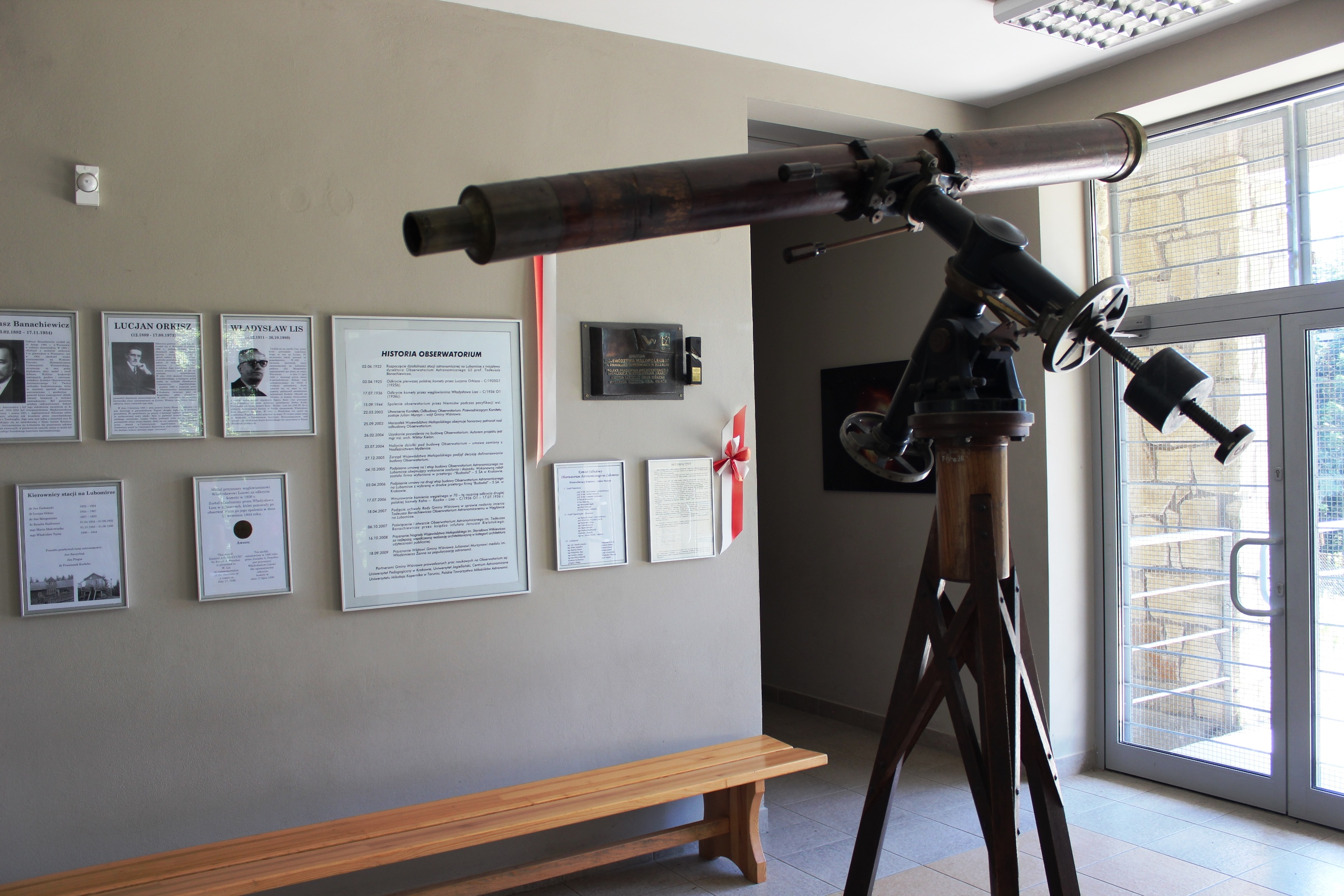
Зал обсерваторії
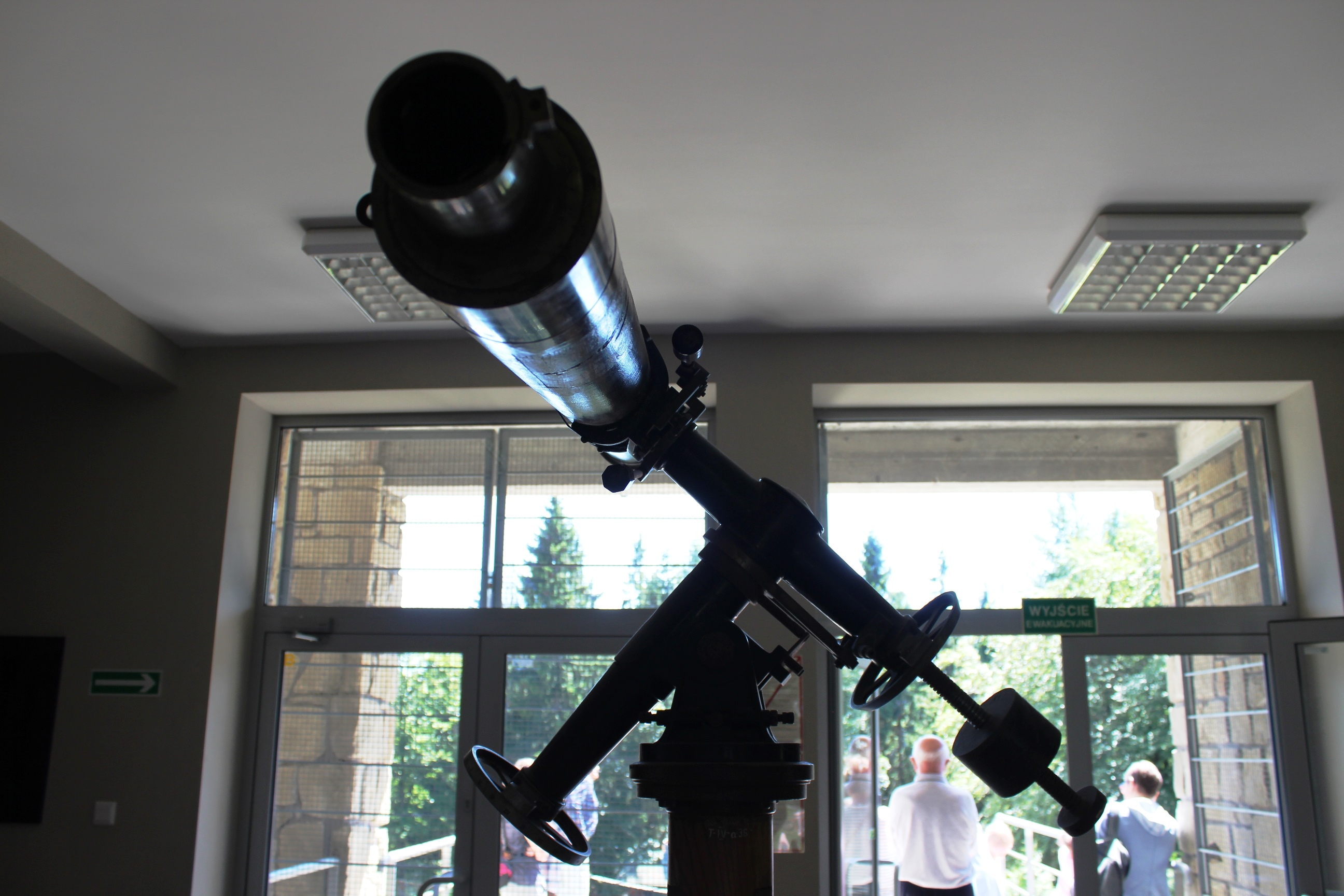
Телескоп Густава Гейде, Дрезден
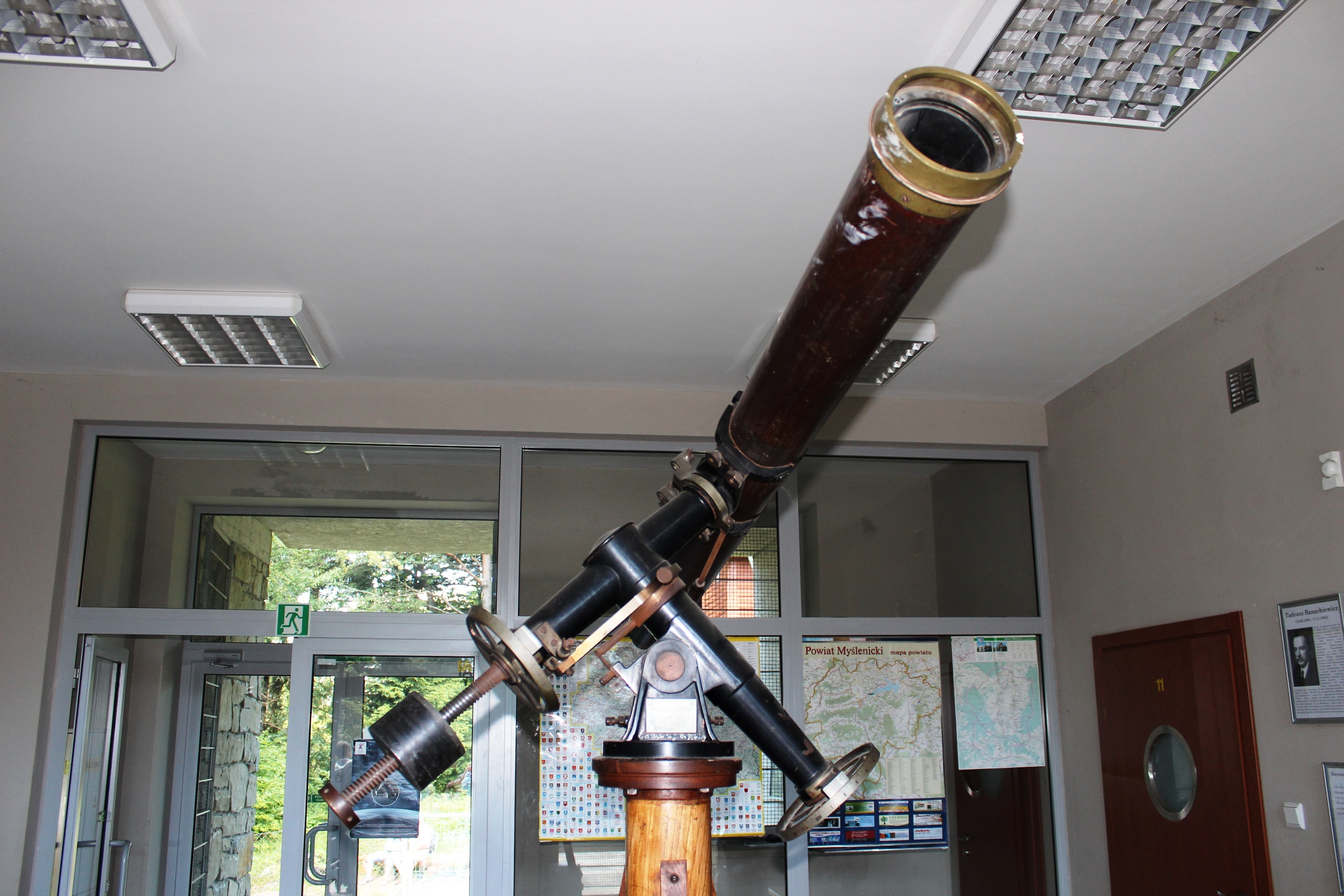
Телескоп Густава Гейде, Дрезден
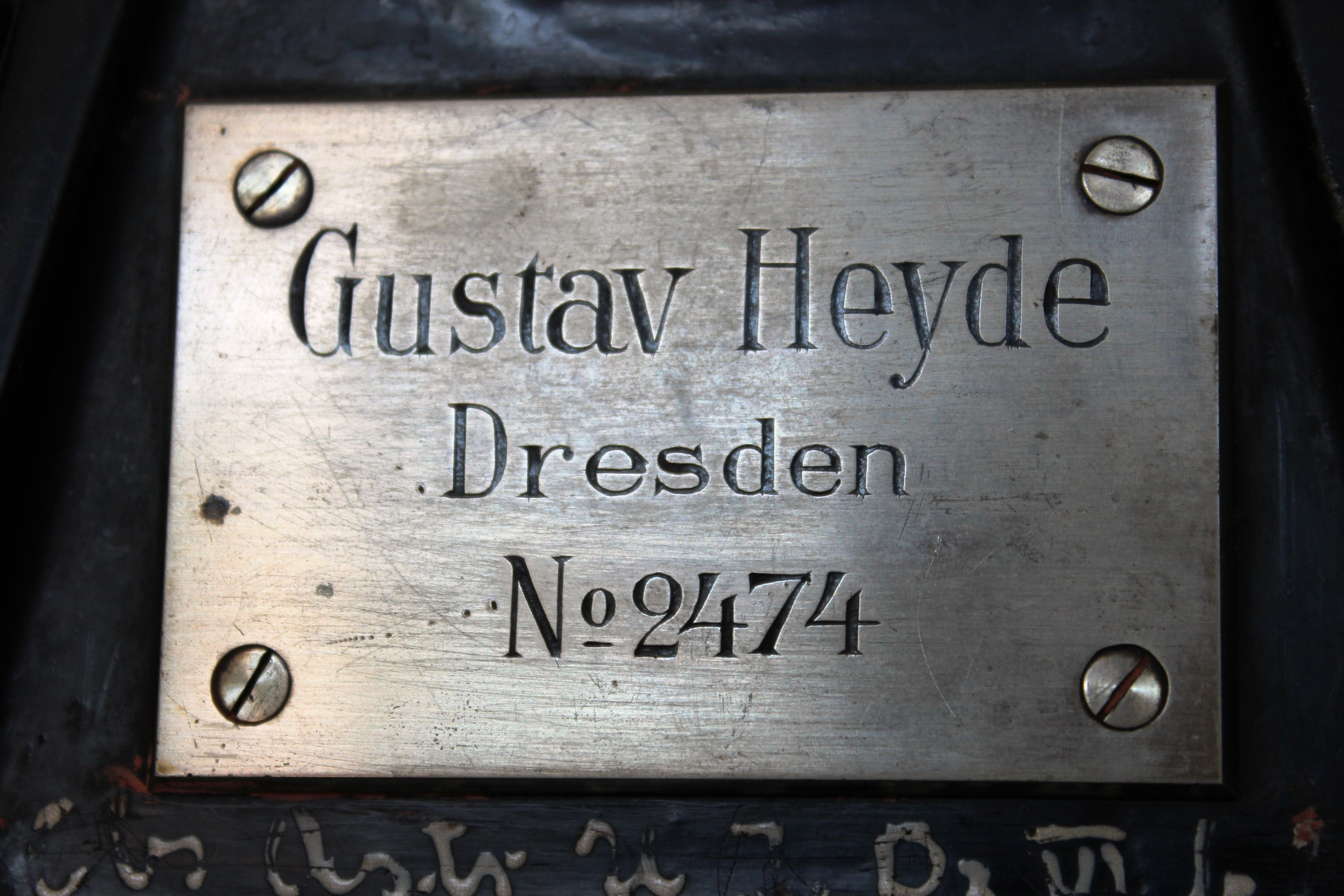
Табличка телескопа
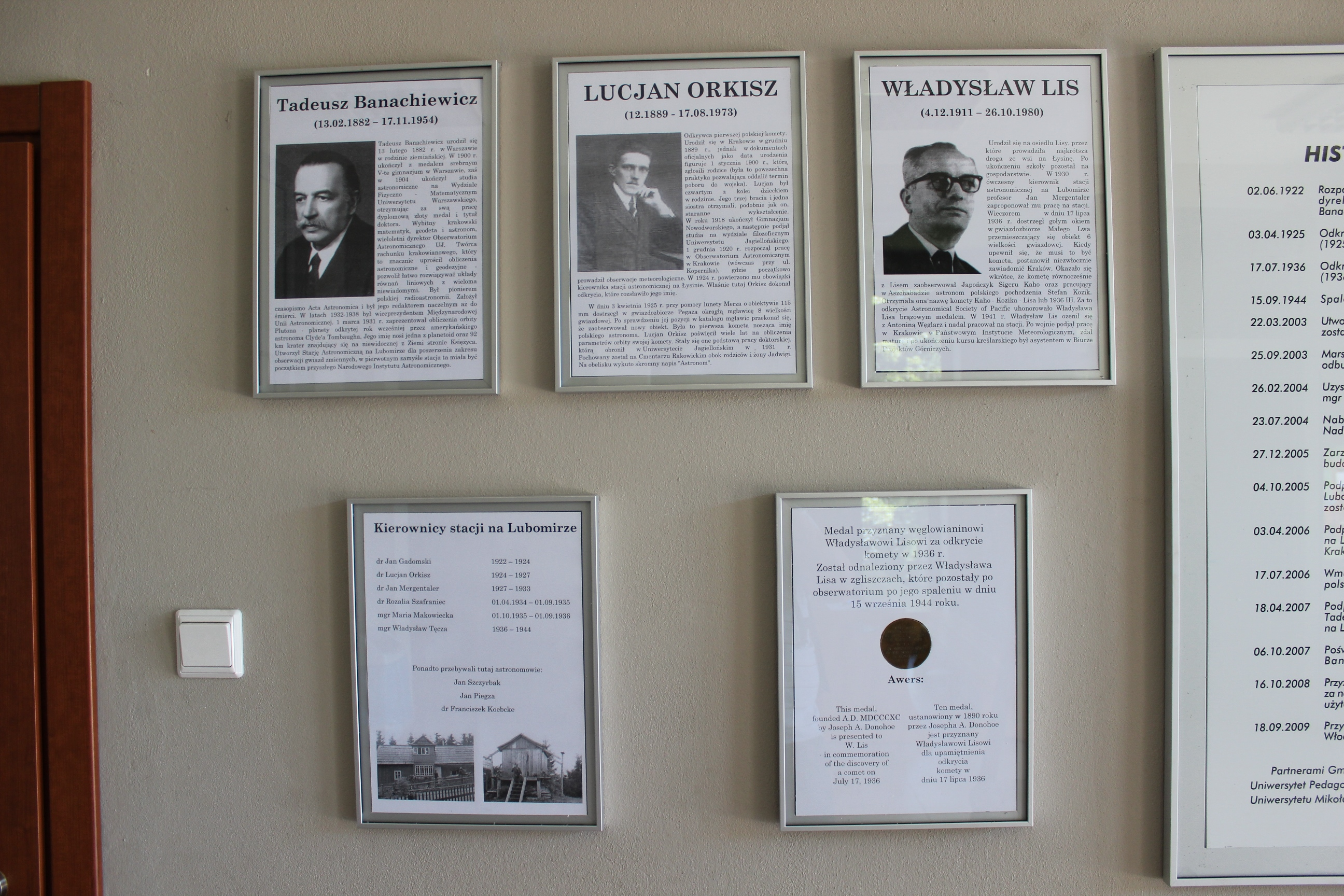
Видатні астрономи
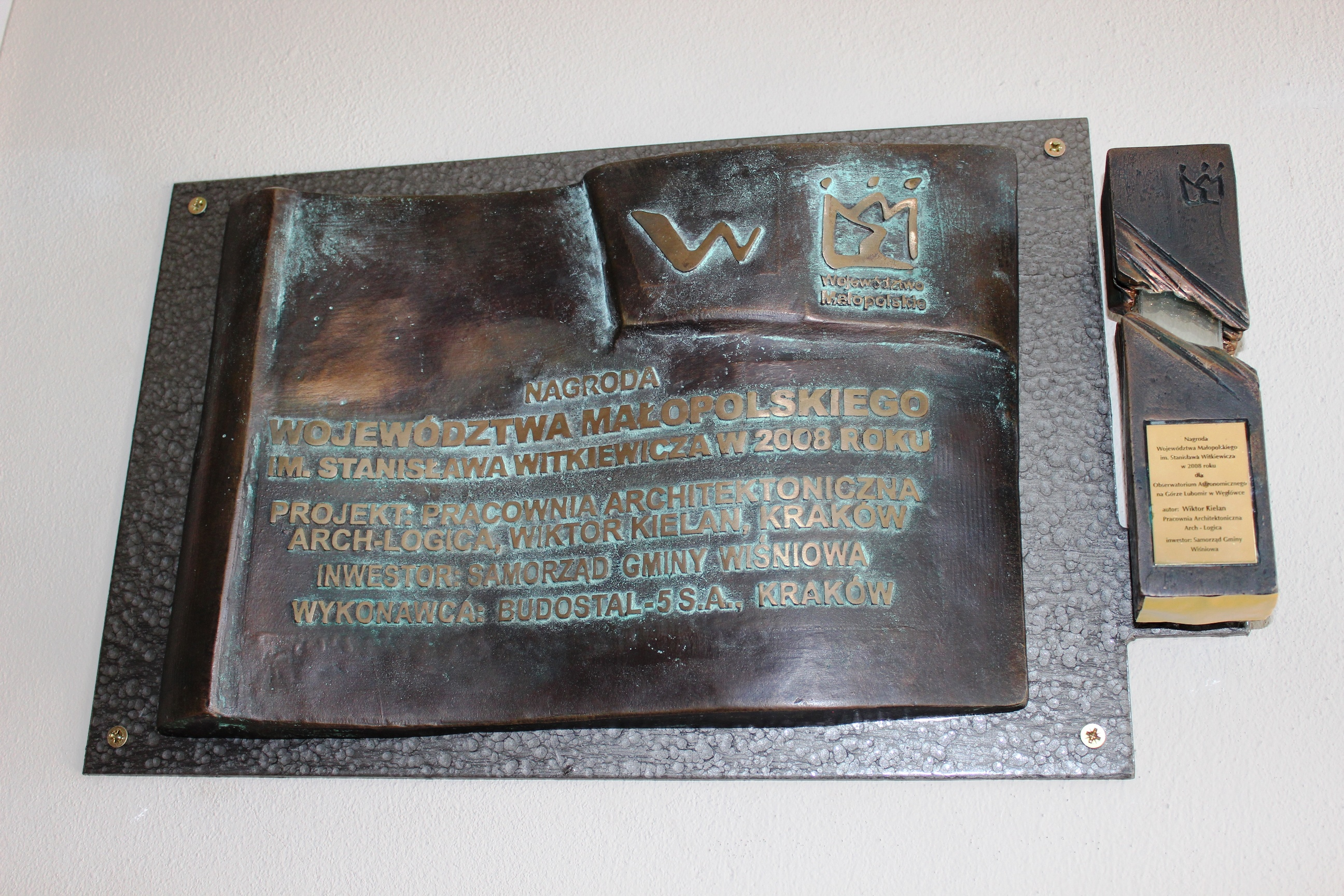
Пам’ятна дошка Нагороди Малопольського воєводства ім Станіслав Віткевич за об’єкт (2008)
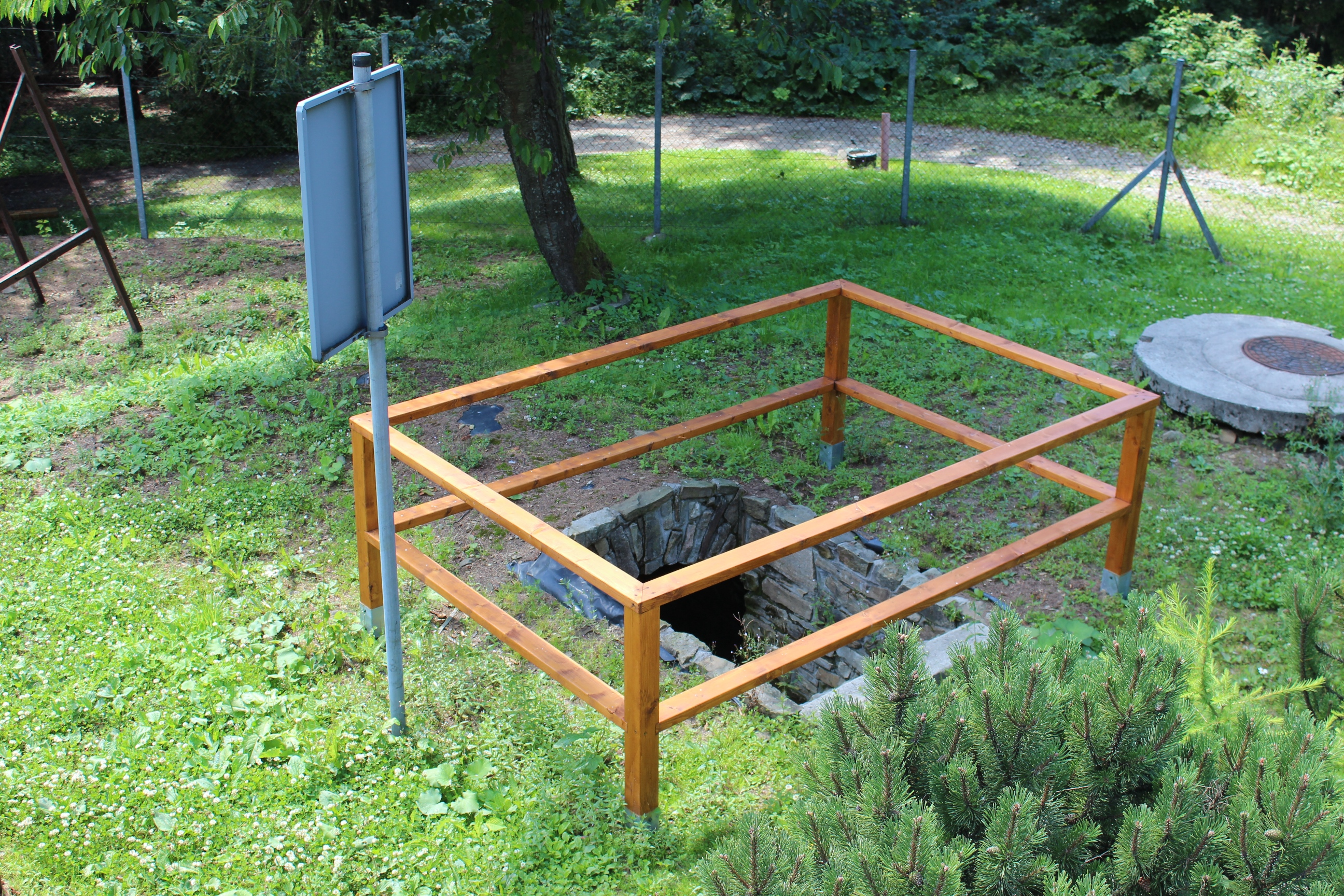
Залишки першої обсерваторії
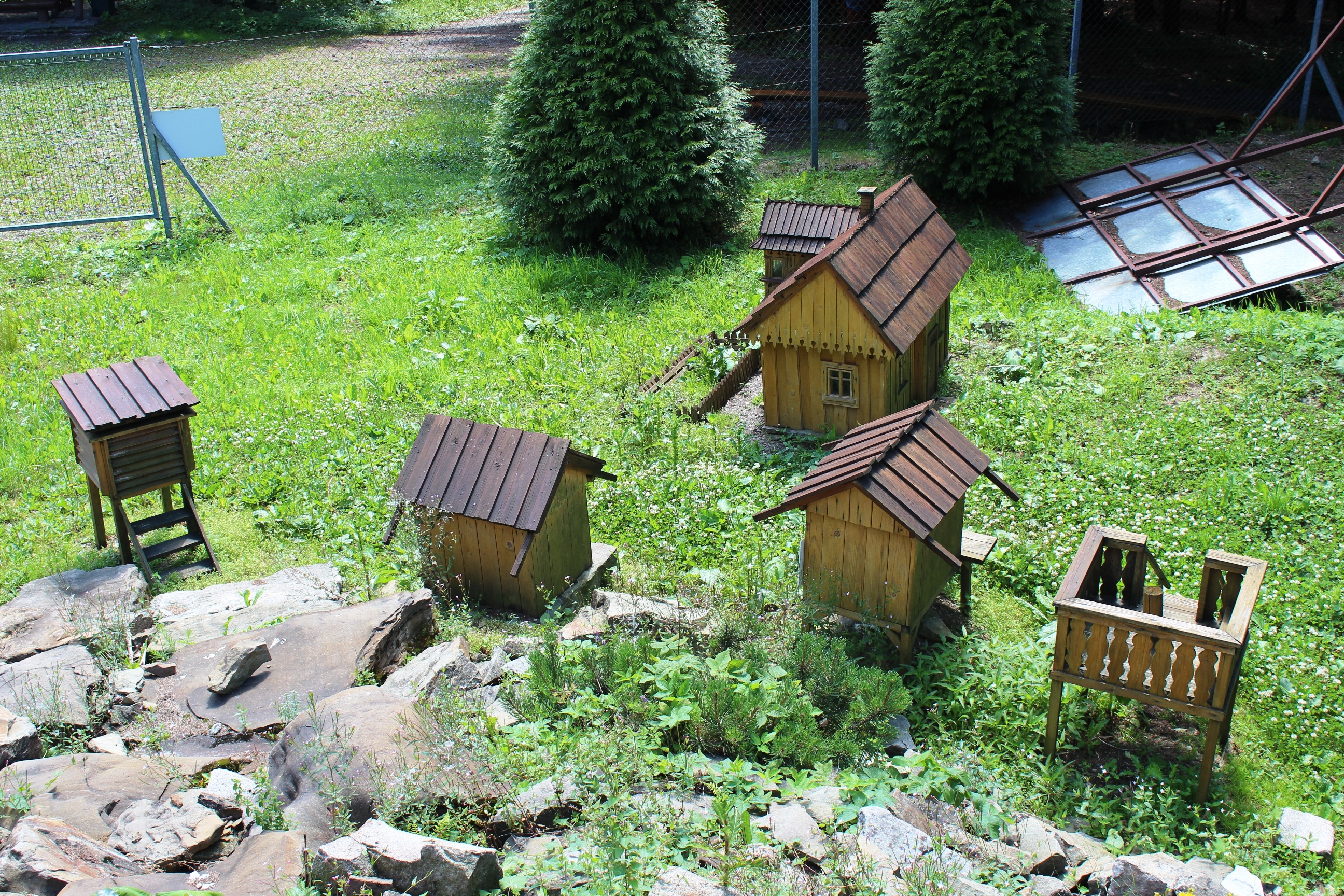
Макети приладів спостереження
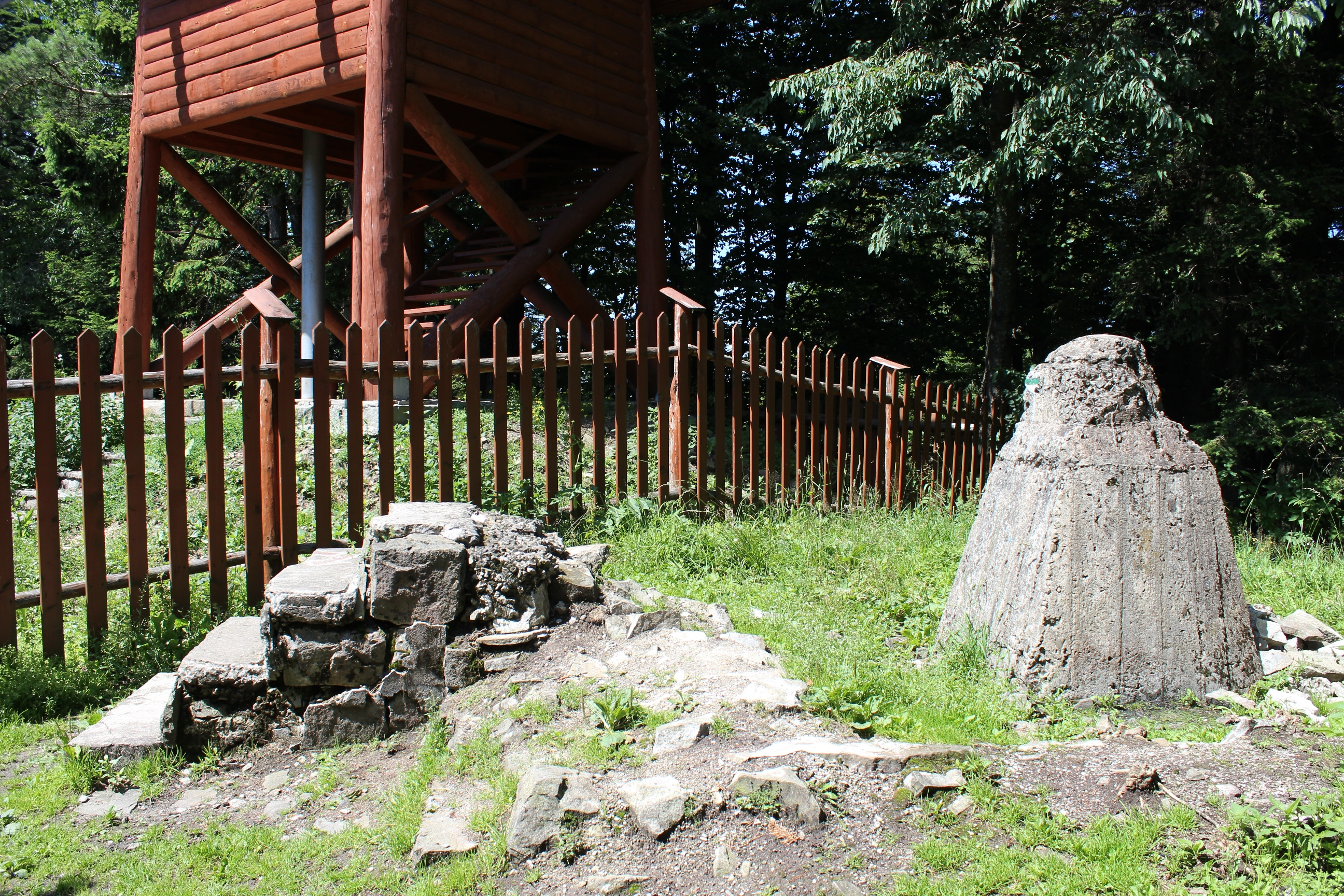
Руїни довоєнної станції та її сучасна реконструкція (на задньому плані)
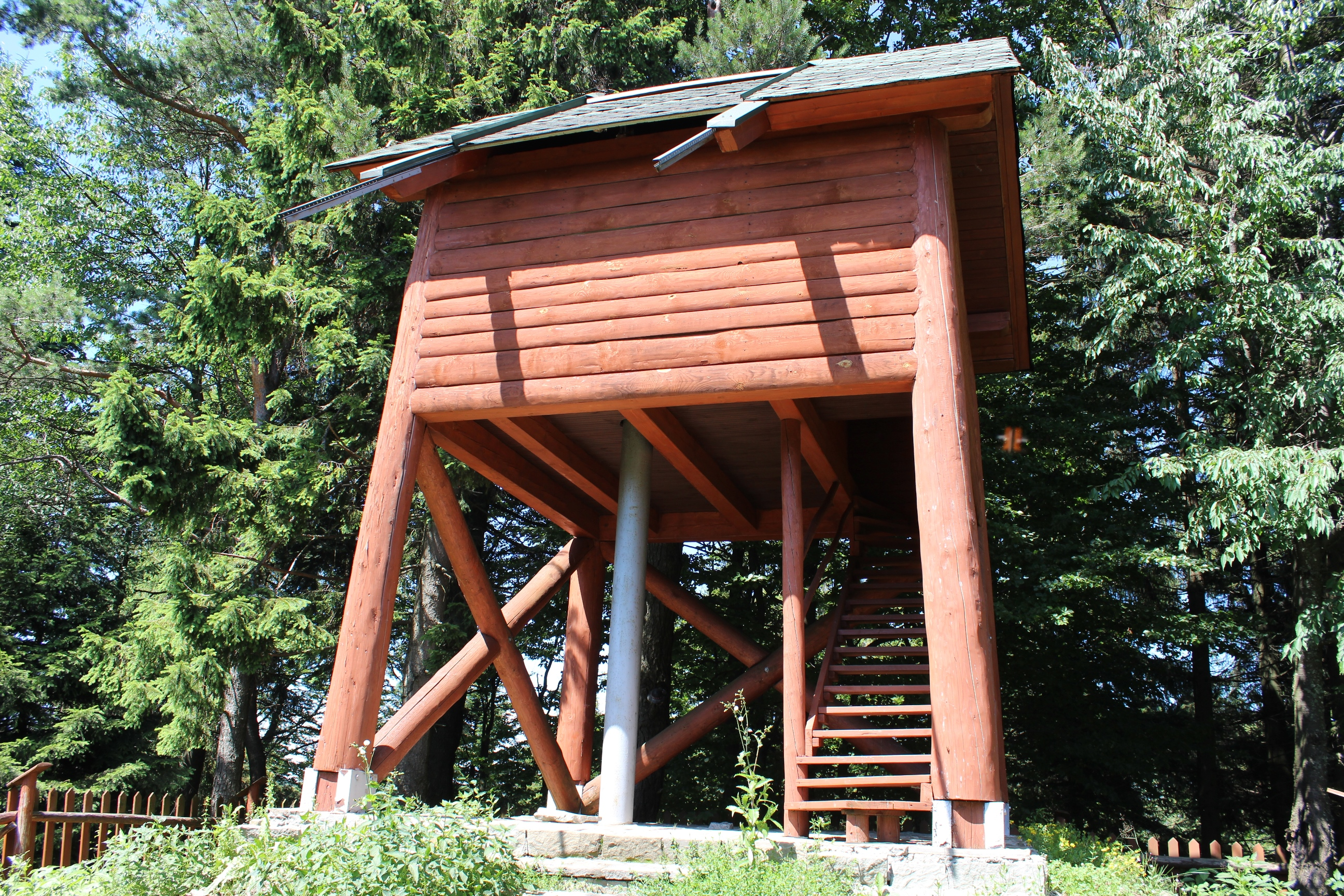
Сучасна реконструкція станції